# Thales (cràter)
Thales és un petit cràter d'impacte localitzat a la part nord-est de la Lluna, just a l'oest del cràter més gran Strabo. A sud-est es troba el cràter De La Rue.

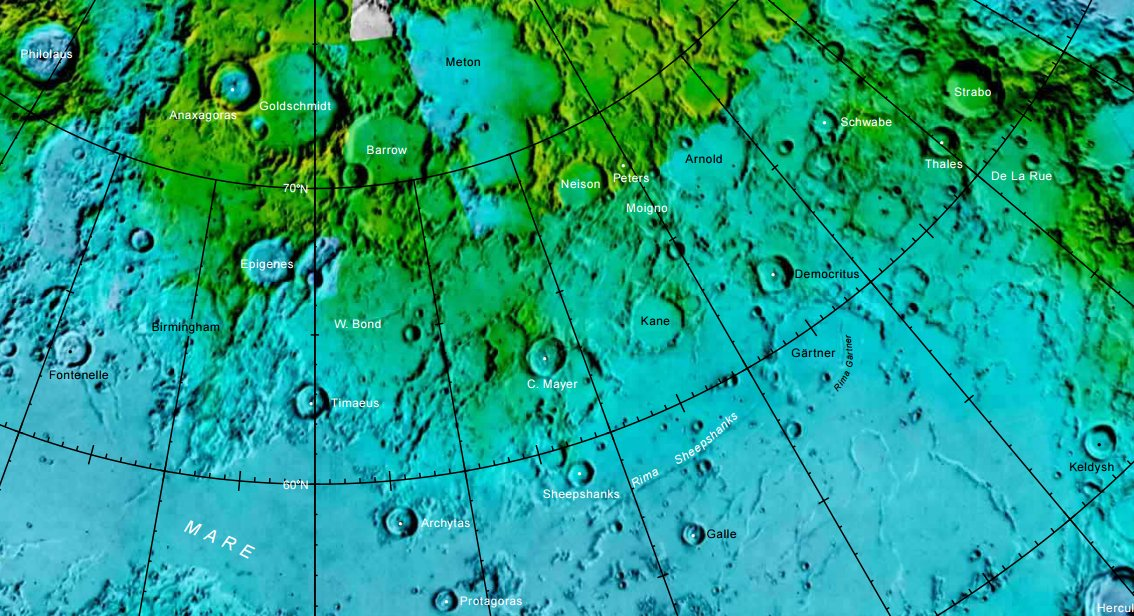
Localització de Thales (superior dreta de la imatge)
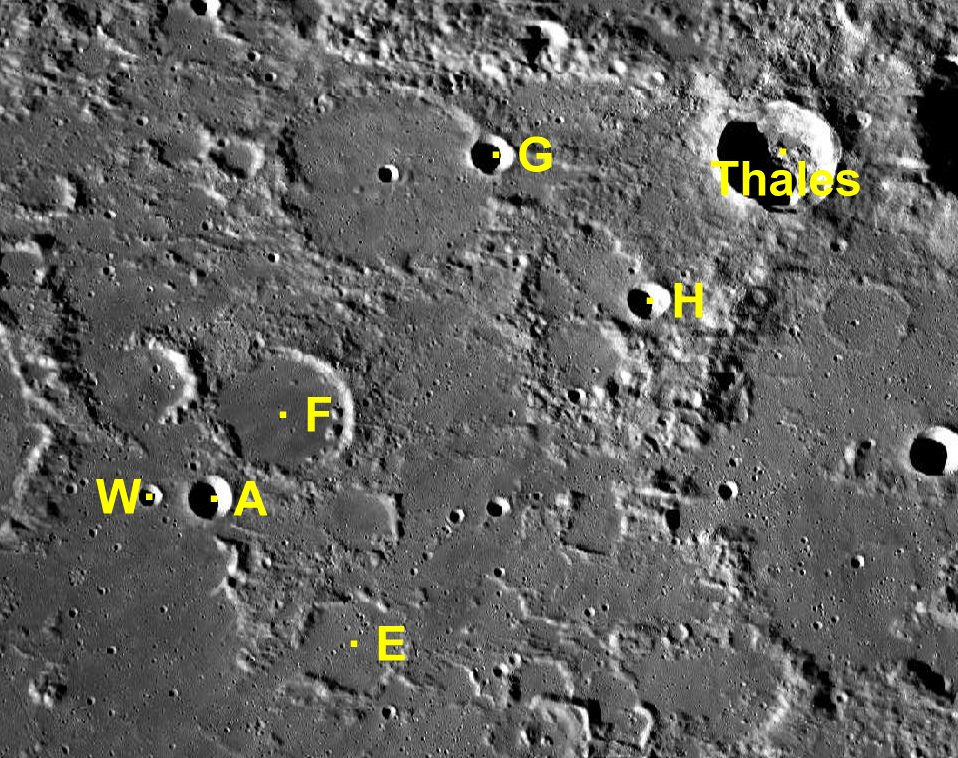
Cràters satèl·lit
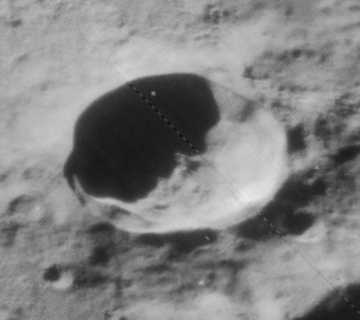
Fotografia de la missió Lunar Orbiter 4 (1967)

Thales té una vora esmolada i circular que ha rebut poca erosió. La superfície lunar al voltant de Thales té un sistema de marques radials que s'estén per més de 600 km, i per tant, es classifica com a part del Període Copernicà. No obstant això, una àrea al nord-oest del cràter està lliure de marques radials, el que indica que el cràter pot haver estat format per un impacte de baix angle des d'aquesta direcció. La paret interior presenta algunes terrasses, particularment en el costat sud. Els costats tenen una albedo més alta que el típic terreny lunar.

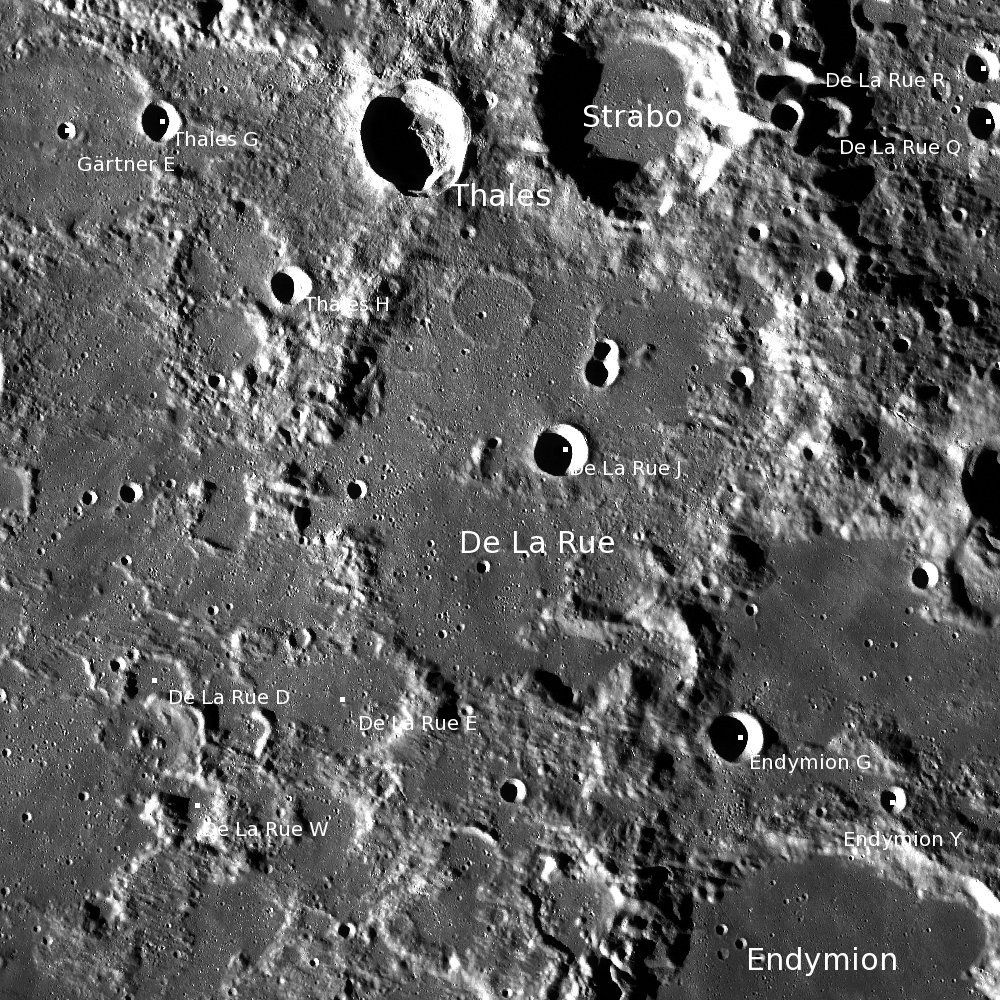
Rodalies de Thales. Fotografia de la missió Lunar Reconnaissance Orbiter
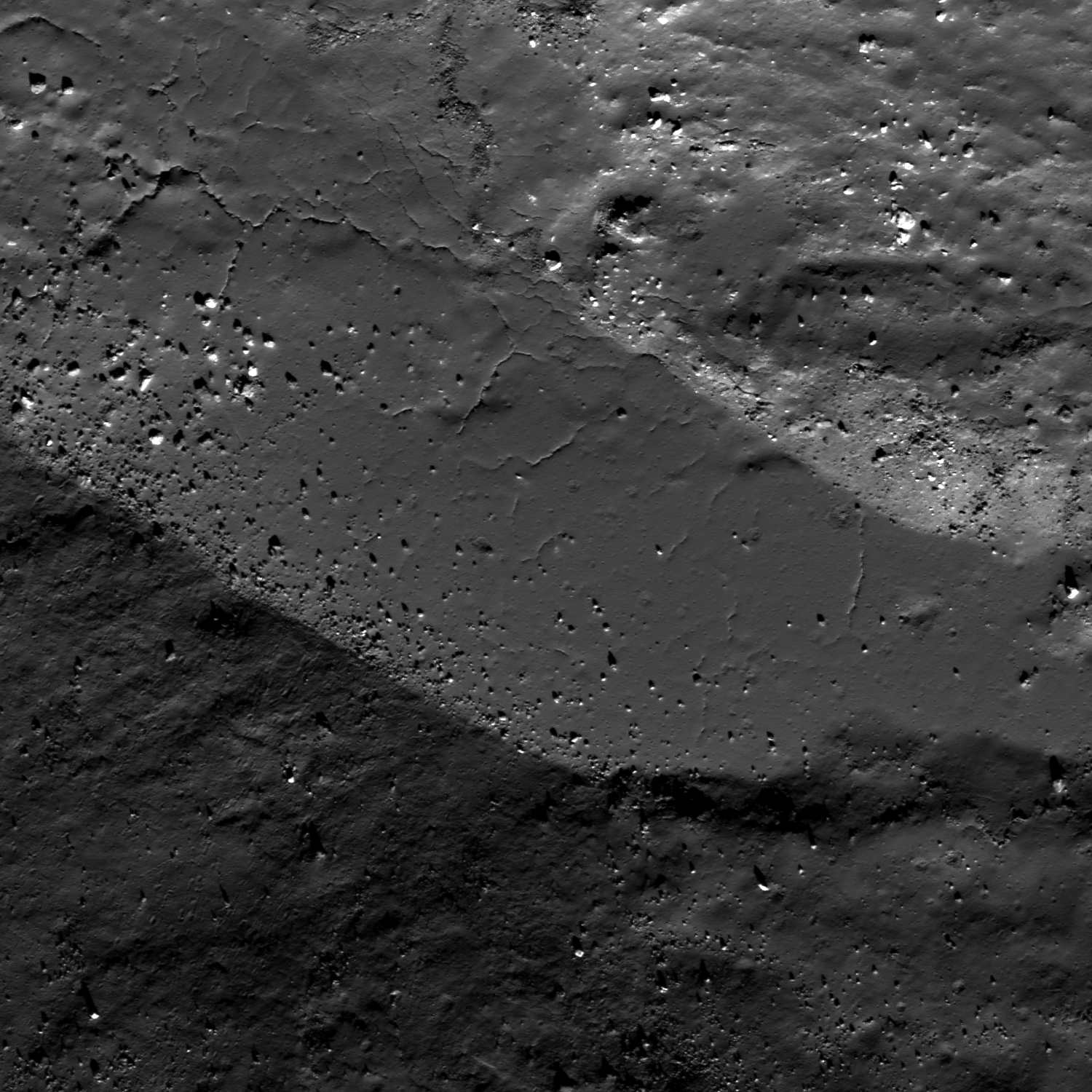
Detall de Thales. Fotografia de la missió Lunar Reconnaissance Orbiter

Aquest cràter ha estat notable per la presència de fenòmens lunars transitoris. En 1892, Edward Emerson Barnard va observar una boirina pàl·lida omplint l'interior del cràter, mentre que els voltants van romandre clars i nítidament visibles.

## Cràters satèl·lit
Per convenció aquests elements són identificats en els mapes lunars posant la lletra en el costat del punt central del cràter que està més proper a Thales.
| Thales | Coordenades                          | Diàmetre |
| ------ | ------------------------------------ | -------- |
| A      | 58° 30′ N, 40° 48′ E / 58.5°N,40.8°E | 12 km    |
| E      | 57° 12′ N, 43° 12′ E / 57.2°N,43.2°E | 29 km    |
| F      | 59° 24′ N, 42° 06′ E / 59.4°N,42.1°E | 37 km    |
| G      | 61° 36′ N, 45° 18′ E / 61.6°N,45.3°E | 12 km    |
| H      | 60° 18′ N, 48° 00′ E / 60.3°N,48.0°E | 10 km    |
| W      | 58° 30′ N, 39° 48′ E / 58.5°N,39.8°E | 6 km     |